# Leptobatopsis spilopus
Leptobatopsis spilopus är en stekelart som först beskrevs av Cameron 1908.  Leptobatopsis spilopus ingår i släktet Leptobatopsis och familjen brokparasitsteklar. Inga underarter finns listade i Catalogue of Life.